# Виродження (фізика)
Виродження — ситуація в фізиці, коли складніша й загальніша поведінка фізичної системи спрощується, й система втрачає свої особливості.
Частіше вживається прикметник вироджений, наприклад, вироджений стан, вироджений напівпровідник.
Термін виродження має певне специфічне значення в деяких галузях фізики.
- Вироджені електронні рівні — рівні, які мають однакову енергію, хоча можуть відповідати дуже різним станам системи. Кількість рівнів із однаковою енергією називається кратністю виродження.

Наприклад, у сферично-симетричній квантовомеханічній системі, як ізольований атом, рівні з різними магнітними квантовими числами але з однаковим орбітальним квантовим числом l вироджені з кратністю 2l+1.
- Вироджений напівпровідник — напівпровідник, у якому внаслідок високої концентрації домішок концентрація вільних носіїв заряду настільки велика, що він втрачає свої напівпровідникові властивості й поводить себе, як метал.
- Вироджений електронний газ — ідеальний електронний газ, у якому електрони не взаємодіють між собою, проте він не підпорядковується законам класичної статистичної фізики внаслідок особливостей розподілу Фермі-Дірака.

Виродження дуже часто, але не завжди, є наслідком симетрії фізичної системи.